# Tlachicuapa
Tlachicuapa är en ort i Mexiko.   Den ligger i kommunen Mixtla de Altamirano och delstaten Veracruz, i den sydöstra delen av landet, 250 km öster om huvudstaden Mexico City. Tlachicuapa ligger 1 963 meter över havet och antalet invånare är 176.
Terrängen runt Tlachicuapa är varierad. Tlachicuapa ligger uppe på en höjd. Runt Tlachicuapa är det ganska tätbefolkat, med 199 invånare per kvadratkilometer. Närmaste större samhälle är Zongolica, 9,7 km norr om Tlachicuapa. I omgivningarna runt Tlachicuapa växer huvudsakligen savannskog.